# Gau Württemberg-Hohenzollern
De Gau Württemberg-Hohenzollern, (Nederlands: Gouw Württemberg-Hohenzollern) was een bestuurlijke indeling van de NSDAP. Het gouw bestond van 1933 tot 1945. Het was gevormd uit de staten: Württemberg, Pruisen en provincie van Hohenzollern.

## Geschiedenis
Op 8 juli 1925 werd de gouw Württemberg-Hohenzollern opgericht door de NSDAP. Na de machtsovername van de nazi's in Duitsland in 1933 kregen de gouwen en hun gouwleiders een soort territoriale macht naast de oude deelstaten.
In de plaats Kressbronn am Bodensee stond een Gauführerschule (vrije vertaling: gouwleiderschapschool).

## Ambtsbekleders
De volgende personen behoorden tot de gouwleiding:
- Gauleiter: Eugen Munder (1925-1928[2]), Wilhelm Murr (1928-1945[3][4])
- Gauleiterstellvertreter: Friedrich Schmidt (1933-1937)